# Papailoa Beach
Papailoa Beach (również Police Beach) – plaża położona na północnym wybrzeżu wyspy Oʻahu na Hawajach. Zyskała popularność dzięki kręceniu na niej serialu telewizyjnego Lost. Ekipa telewizyjna zmieniła miejsce kręcenia z Mokulēʻia Beach kiedy po zimie zniszczone zostały rekwizyty pozostawione na plaży.